# قائمة نواب رؤساء الهند
وتشمل القائمة الكاملة لنواب رئيس الهند الأشخاص الذين أقسموا اليمين في منصب نائب رئيس الهند بعد اعتماد دستور الهند في عام 1950.
| ت  | الاسم (الولادة-الموت)               | صورة | انتخب     | تولى منصبه    | المكتب الأيسر   | رئيس                                            |
| -- | ----------------------------------- | ---- | --------- | ------------- | --------------- | ----------------------------------------------- |
| 1  | سارفيبالي راذاكريشنان (1888–1975)   |      | 1952 1957 | 13 مايو 1952  | 12 مايو 1962    | راجندرا براساد                                  |
| 2  | ذاكر حسين (1897–1969)               |      | 1962      | 13 مايو 1962  | 12 مايو 1967    | سارفيبالي راذاكريشنان                           |
| 3  | فاراهاغيري فينكاتا غيري (1894–1980) |      | 1967      | 13 مايو 1967  | 3 مايو 1969     | ذاكر حسين                                       |
| 4  | غوبال سواروب باتاك (1896–1982)      |      | 1969      | 31 أغسطس 1969 | 30 أغسطس 1974   | فاراهاغيري فينكاتا غيري                         |
| 5  | باسابا دانابا جاتي (1912–2002)      |      | 1974      | 31 أغسطس 1974 | 30 أغسطس 1979   | فخر الدين علي أحمد نيلام سانجيفا ريدي           |
| 6  | محمد هداية الله (1905–1992)         |      | 1979      | 31 أغسطس 1979 | 30 أغسطس 1984   | نيلام سانجيفا ريدي جياني زيل سينغ               |
| 7  | آر فينكاتارامان (1910–2009)         |      | 1984      | 31 أغسطس 1984 | 24 يوليو 1987   | جياني زيل سينغ                                  |
| 8  | شانكار دايال شارما (1918–1999)      |      | 1987      | 3 سبتمبر 1987 | 24 يوليو 1992   | آر فينكاتارامان                                 |
| 9  | ك. ر. نارايانان (1920–2005)         |      | 1992      | 21 أغسطس 1992 | 24 يوليو 1997   | شانكار دايال شارما                              |
| 10 | كريشان كانت (1927–2002)             |      | 1997      | 21 أغسطس 1997 | 27 يوليو 2002 † | ك. ر. نارايانان أبو بكر زين العابدين عبد الكلام |
| 11 | بايرون سينغ شيخاوات (1923–2010)     |      | 2002      | 19 أغسطس 2002 | 21 يوليو 2007   | أبو بكر زين العابدين عبد الكلام                 |
| 12 | محمد حميد أنصاري (مولود في 1937)    |      | 2007 2012 | 11 أغسطس 2007 | 10 أغسطس 2017   | براتيبا باتيل براناب موخرجي                     |